# Stephen Hawkins
Stephen Mark »Steve« Hawkins , avstralski veslač, * 14. januar 1971, Hobart, Tasmanija.
Hawkins je za Avstralijo nastopil na Poletnih olimpijskih igrah 1992 v Barceloni in tam v dvojnem dvojcu osvojil zlato medaljo.